# Chiesa di San Giovanni alla Guilla
La chiesa di San Giovanni alla Guilla è un edificio di culto situato nel centro storico di Palermo. Il complesso monumentale è ubicato in via Beati Paoli nel mandamento Monte di Pietà o Seralcadi.

## Storia
- 1165, In epoca normanna il luogo di culto è commissionato dal gran cancelliere Matteo D'Aiello[1] sotto il titolo di «Tutti i Santi», la chiesa rientrava in un complesso di edifici realizzati per dare ospitalità e cure ai pellegrini che percorrevano la "via Francigena" che dalla Francia, dalla quale deriva il nome, arrivava in Terra santa.
- 1181 - 1182, Papa Alessandro III autorizza la costruzione della chiesa per l'Ospedale dei Pellegrini, concessione confermata dalla bolla pontificia di Papa Lucio III.[2]
- 1182, Fondazione della Commenda dei Cavalieri dell'Ordine dell'Ospedale di San Giovanni di Gerusalemme altrimenti nota come Commenda della Guilla.[3] Il termine "Guilla" o "Guidda", di derivazione araba, indica un fiume o una sorgente. Nello specifico è riferito ai toponimi riconducibili alla contrada cittadina bagnata dal fiume Papireto.[2]
- 1215, Definizione del nome: Commenda di San Giovanni la Guilla.[2] Tra le gancie per concessioni o privilegi regi il Monastero di San Giovanni dell'Origlione.[2] Come espressione del rinascimento siciliano nel 1528 è documentato uno scudo, manufatto marmoreo con le armi del committente dell'Ordine ospitaliero opera di Antonello Gagini, inserito nell'architrave del portale in pietra di Termini opera di Tommaso de Chino. La commissione è di Piero Baylim, priore e cavaliere gerosolimitano della Commenda della Guilla.[4]
- 1669, Riedificazione della preesistente cappella ad opera del Commendatore Fra Giovanni Tarascon Piacentino. Nel 1718 l'edificio è completato con le decorazioni.[2]
- 1960, Sede della Congregazione di Maria Santissima Addolorata titolare dell'altare maggiore e del Cristo Morto del Venerdì Santo collocato nella teca sotto l'altare.

## Interno

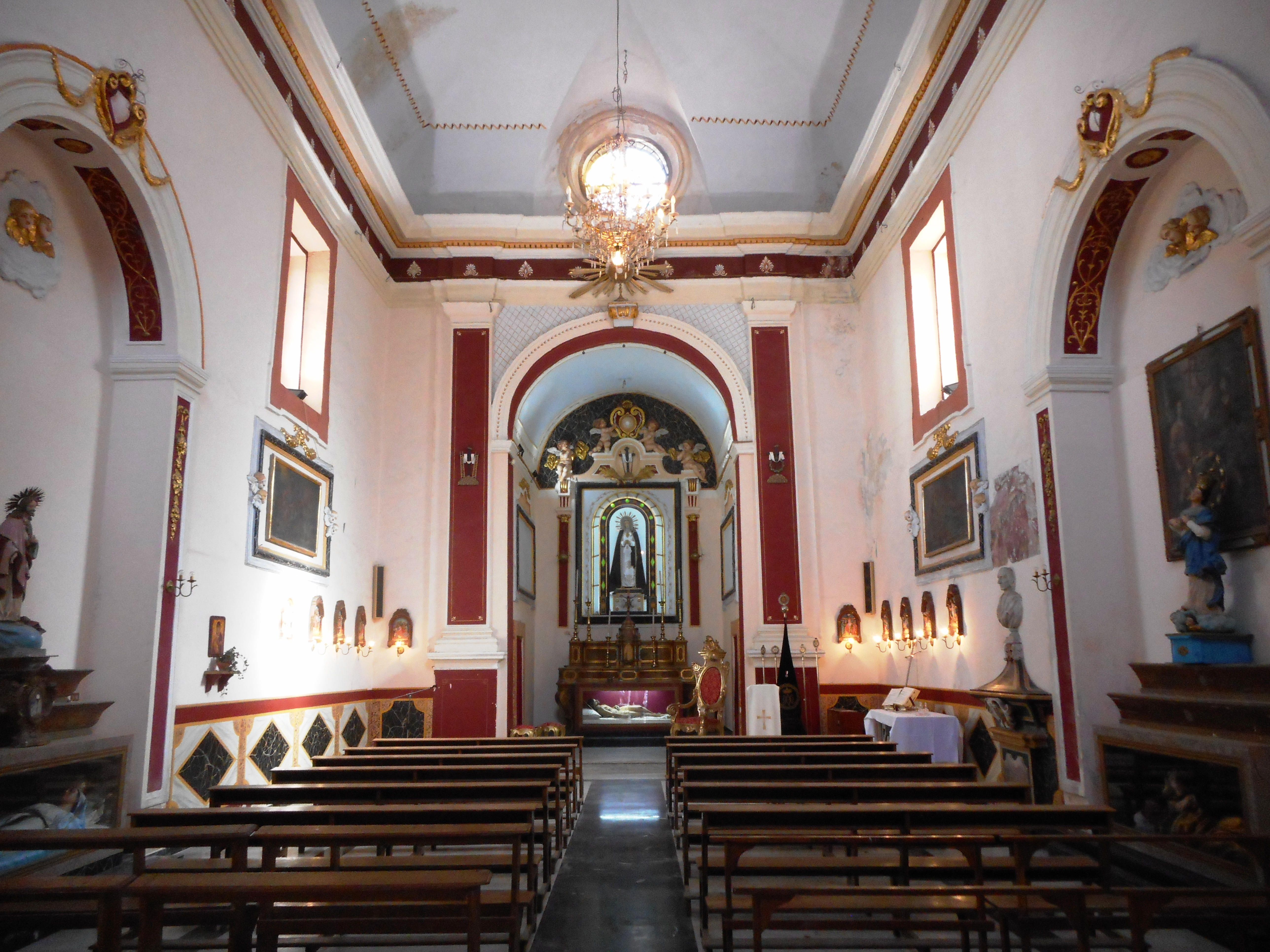
Interno

L'impianto è a navata unica e squadrata, in asse con l'ingresso si apre l'abside di pari forma. A ridosso delle pareti due brevi cappelle con altari. Lungo le pareti sono realizzati degli affreschi: Giona tra le onde e la Deposizione sulla destra, Sacrificio di Noè e Ascesa di Cristo al Calvario a sinistra, opere realizzate nel XVIII secolo.
- Cappella destra: teca con Santa Rosalia dormiente.
- Cappella sinistra: è documentato un altare dedicato a Santo Stefano Protomartire.[2]
- Altare maggiore: Sulla mensa è collocata la statua di Maria Santissima Addolorata, nella teca sottostante giace il simulacro del Cristo Morto, entrambe le opere realizzate nel XIX secolo.

## Riti del Venerdì Santo

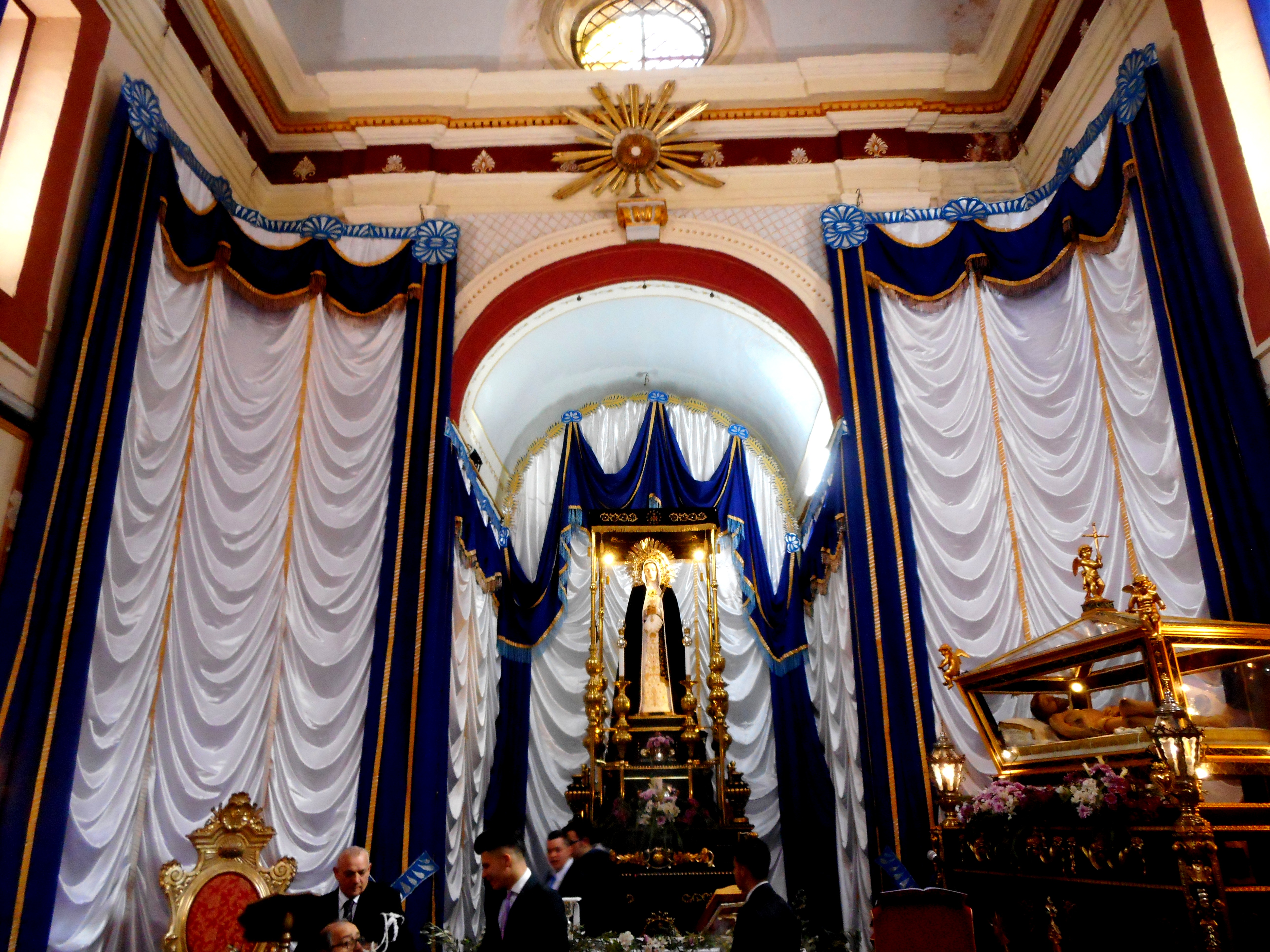
Il Venerdì Santo a San Giovanni alla Guilla.

Il Venerdì Santo le due statue sono collocate sulle vare e portate a spalla dai membri della congregazione. Alla processione partecipa una gran folla di fedeli, essa costituisce una delle manifestazioni dei riti della Settimana Santa di Palermo.

## Opere
- Predica del Battista, olio su tela, dipinto documentato opera di Mattia Preti.

## Congregazione di Maria Santissima Addolorata e del Cristo Morto
- Sodalizio

## Confraternita di Maria Santissima Addolorata e del Venerdì Santo alla Guilla
- 1947 Alcuni confrati staccatisi per contrasti interni dalla Congregazione di Maria Santissima Addolorata e del Cristo Morto della corporazione dei fornai, trovano ospitalità nella chiesa di Montegrappa e fondano la confraternita di Maria Santissima Addolorata e del Venerdì Santo alla Guilla.
- 1948, Anno della prima processione organizzata con le statue ottenute in prestito lungo un percorso che si dipanava per i quartieri Albergheria e Montegrappa.

## Ospedale dei Pellegrini
- Ospedale dei Pellegrini.

Ospedale di San Giovanni Battista alla Guilla o Ospedale di Tutti i Santi, struttura fondata presso il primitivo Palazzo Arcivescovile nel 1163 - 1170, amministrata dai Cavalieri di Rodi.

## Commenda della Guilla
- 1182, Commenda della Guilla o Commenda di San Giovanni la Guilla. L'organizzazione della Guilla comprendeva gli aggregati, dipendenze e pertinenze della chiesa di Sant'Agata alla Guilla, primitiva chiesa di San Rocco oggi chiesa dei Santi Cosma e Damiano e chiesa dei Santi Quaranta Martiri alla Guilla. Tra le gancie il Monastero di San Giovanni dell'Origlione.[2]

## Via Francigena di Sicilia
A Palermo la «Strada dei Pellegrini», scorre accanto alle Mura Puniche, fortificazioni della primitiva costa settentrionale affacciata sul Papireto, e ai monumenti medievali come la Loggia dell'Incoronazione, la chiesa dell'Incoronata, la chiesa di Santa Cristina la Vetere, la Cattedrale di Palermo.
I pellegrini che si recavano o tornavano dalla Terra Santa, presso queste strutture ricevevano accoglienza e assistenza, gran parte degli edifici erano sede della luogotenenza Italia - Sicilia dell'Ordine del Santo Sepolcro di Gerusalemme. I pellegrini venivano anche ospitati presso le costruzioni adiacenti alla chiesa della Confraternita dei Rossi, sodalizio autore della fondazione dell'attiguo Oratorio dei Pellegrini. Presso le dipendenze e pertinenze della Commenda della Guilla e Commenda della Magione.
A Messina confluivano tutti i percorsi che attraversavano la Sicilia per giungere al porto d'imbarco verso l'Oriente e Gerusalemme. Erano presenti in città tutte le principali grange e commende degli Ordini Monastico Cavallereschi fondati nel corso dell'XI secolo per supportare la conquista delle Terre Cristiane d'Oriente e per assistere la moltitudine di pellegrini e viandanti che volevano raggiungere Gerusalemme.
La chiesa di Santa Maria Alemanna era la magione dei Cavalieri Teutonici, aggregata con la chiesa della Magione di Palermo e con il potere imperiale della dinastia sveva.
La chiesa di San Giovanni di Malta a Messina, inizialmente intitolata come chiesa di San Giovanni Battista, era ed è ancora oggi il tempio del Gran Priorato dei Cavalieri di Malta, sin dal 1136.
Infine la chiesa di San Domenico, in origine edificata dall'Ordine dei Cavalieri Templari e dedicata a San Marco evangelista, con annesso ospedale.

### Itinerari
I cavalieri franchi giunti al seguito del Gran Conte Ruggero il Normanno nel 1060, a riprendere il controllo della musulmana Ṣiqilliyya, ricristianizzarono l'isola, edificando e ricostruendo abbazie, monasteri, cattedrali e chiese-fortezze, portano anche nel sud dell'Italia la cultura francese, le canzoni dei bardi, le gesta eroiche dei paladini, la cultura dei pupi siciliani che ancora oggi rappresenta l'isola nel mondo.
I pellegrini siculi percorrevano questo sistema di vie che permetteva di raggiungere, attraverso le valli e le piane della Sicilia, i porti d'imbarco per l'Italia, l'Europa o la Terra santa. Le tratte della Via Francigena in Sicilia si snodavano da Palermo e Agrigento e Mazara fino a Messina; da qui si proseguiva verso Roma. Oltralpe s'innestava con la direttrice costituita dal Cammino di Santiago di Compostela. Viceversa, dal continente nella direzione sud, serviva per raggiungere la Terra santa e Gerusalemme.
Piazza Armerina era un crocevia importante per i cavalieri crociati diretti verso la Terra santa. Mazara del Vallo, Trapani, Palermo ma soprattutto Messina i porti deputati per compiere le traversate via mare.
- Magna Via Francigena: la via che da Agrigento risale verso Palermo, seguendo l'itinerario della romana via Aurelia dal nome del console romano che la fece mettere in opera, come si evince dal miliario di Corleone (Aurelio Cotta console del 252 - 248 a.C.).
  - Il percorso si sviluppa attraverso i territori dei principali centri di Joppolo Giancaxio, Aragona, Comitini, Grotte, Racalmuto, Milena, Campofranco, Sutera, Acquaviva Platani, San Giovanni Gemini, Cammarata, Castronovo di Sicilia, Prizzi, Corleone, Santa Cristina Gela (Piana degli Albanesi), Altofonte, Monreale.
- Palermo - Messina per le montagne e Palermo - Messina per la marina: la via che da Palermo porta a Messina lungo le Madonie, i Nebrodi e i Peloritani, e la sua più antica sorella che percorreva la marina, attraversando tutta la costa settentrionale.
  - Variante per le Montagne: Palermo - Bagheria - Termini Imerese - Caccamo - Sclafani Bagni - Montemaggiore Belsito - Caltavuturo - Polizzi Generosa - Petralia Sottana - Gangi - Sperlinga - Nicosia - Troina - Cesarò - Maniace - Randazzo - Floresta - Montalbano Elicona - Novara di Sicilia - Castroreale - Santa Lucia del Mela - Monforte San Giorgio - Rometta - Calvaruso, Villafranca Tirrena - Messina.
  - Variante per le Marine: Palermo - Roccella - Ficarazzi - Altavilla Milicia - Bagheria - Casteldaccia - Trabia - Termini Imerese - Cefalù - Castelbuono - Finale di Pollina - Castel di Tusa - Motta d'Affermo - Torremuzza - Santo Stefano di Camastra - Caronia - San Fratello - Acquedolci - Sant'Agata di Militello - San Marco d'Alunzio - Torrenova - Naso - Brolo - Piraino - Patti - Oliveri - Furnari - Barcellona - Pozzo di Gotto - Milazzo - San Pier Niceto - Spatafora - Venetico - Monforte San Giorgio - Rometta - Roccavaldina - Saponara - Villafranca Tirrena - Messina.
- Via Francigena Mazarense: la via che da Mazara del Vallo risale verso Marsala, puntando verso Palermo.
- Via Francigena Fabaria: la via che da Gela, lascia la via Selinuntina e punta a Maniace, ai piedi dell'Etna ed alla sua abbazia, edificata come punto di controllo della viabilità della Sicilia orientale.
- Via Selinuntina: la via romana che da Mazara del Vallo porta a Siracusa, che collegava i più importanti insediamenti greci prima e romani dopo, da Selinunte ad Agrigento, da Gela alle subcolonie siracusane di Akrai, Kasmene e Camarina per giungere ad Ortigia.